# 安吉庫尼湖

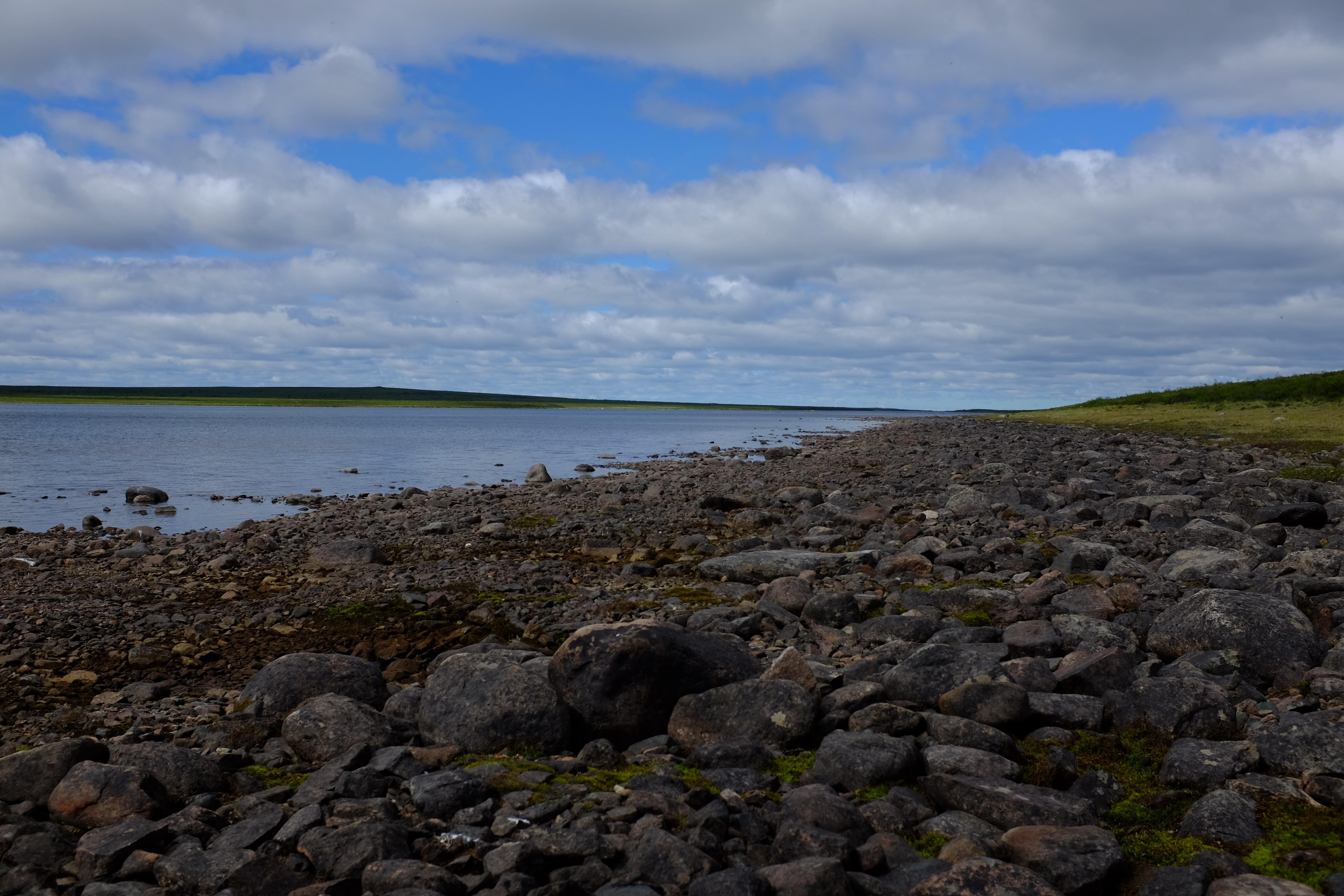

62°12′N 99°59′W / 62.200°N 99.983°W
安吉庫尼湖（英語：Angikuni Lake）是加拿大的湖泊，位於哈德森灣以西320公里，由努納武特基瓦里奇地區負責管轄，面積437平方公里，島嶼面積63平方公里，海拔高度257米。